# 메디케어 (미국)

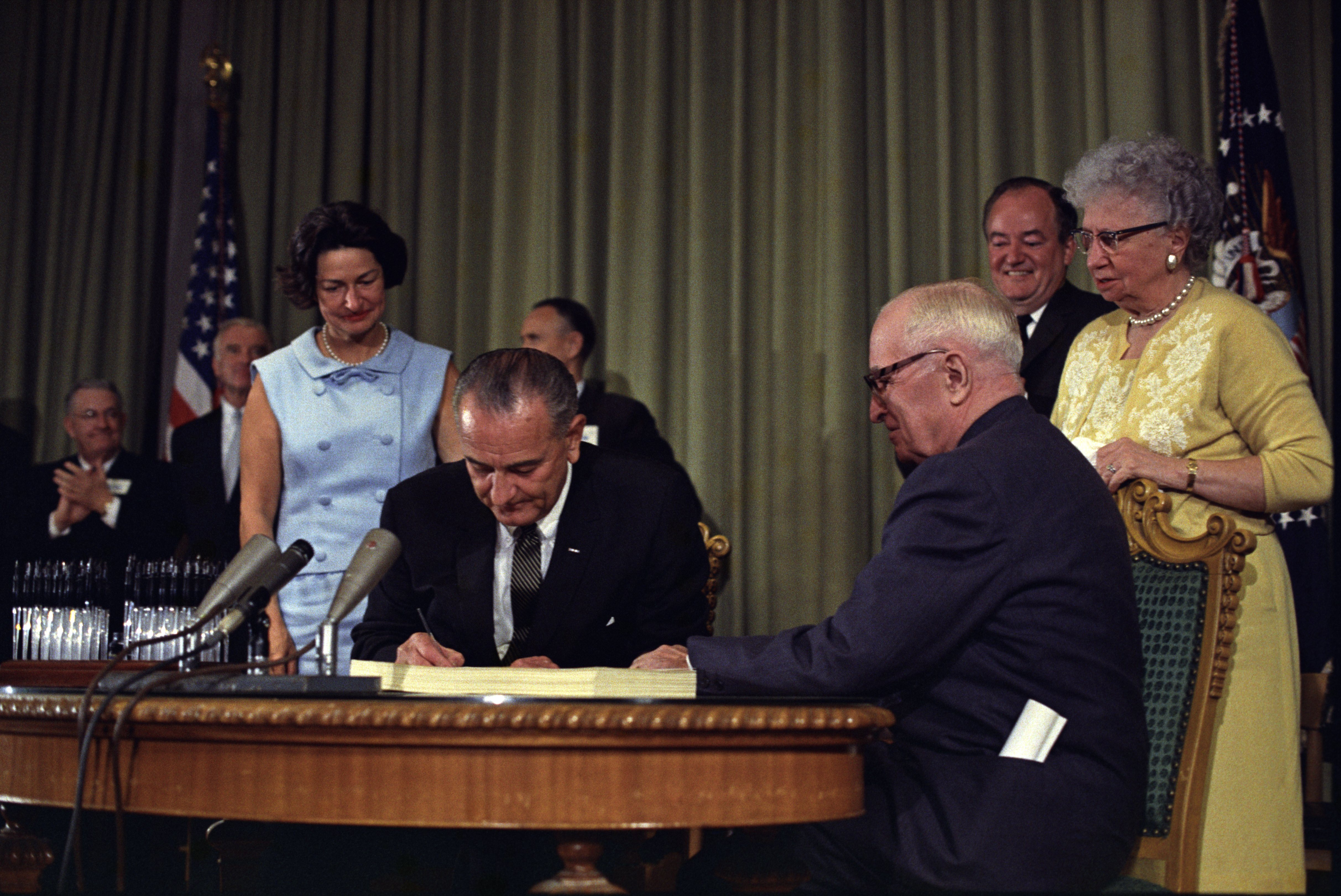

메디케어(Medicare)란 미국 정부가 시행하고 있는 사회보장제도이다. 65세 이상 혹은 소정의 자격 요건을 갖춘 사람에게 건강보험을 제공한다. 1965년 7월 30일 린든 존슨 대통령 때 제정되었다. 사회보장 관련법을 개정하면서 이 내용이 들어갔다.

## 같이 보기
- 메디케이드
- 국민건강보험
- SSI (Supplemental Security Income)